# The Child and the Tramp
The Child and the Tramp è un cortometraggio muto del 1911 diretto da Bannister Merwin che ne ha firmato anche la sceneggiatura.

## Produzione
Il film fu prodotto dalla Edison Company.

## Distribuzione
Distribuito dalla General Film Company, il film - un cortometraggio in una bobina - uscì nelle sale cinematografiche statunitensi il 28 aprile 1911.